# Kanton Auxerre-1
Kanton Auxerre-1 (fr. Canton d'Auxerre-1) je francouzský kanton v departementu Yonne v regionu Burgundsko-Franche-Comté. Tvoří ho tři obce a část města Auxerre. Zřízen byl v roce 2015.

## Obce kantonu
- Auxerre (část)
- Lindry
- Saint-Georges-sur-Baulche
- Villefargeau